# George Rennie (ingegnere)
George Rennie (Londra, 3 dicembre 1791 – Londra, 30 marzo 1866) è stato un ingegnere britannico, abile meccanico che diede un contributo allo sviluppo delle ferrovie.

## Biografia

### Primi anni di vita
Figlio dell'ingegnere scozzese John Rennie il Vecchio e fratello di Sir John Rennie, fu educato dal Dottor Greenlaw a Isleworth e successivamente inviato alla St. Paul's School e poi all'Università di Edimburgo. Nel 1811 entrò nell'ufficio di suo padre, dove erano in corso molte grandi invenzioni. Nel 1818, su raccomandazione di Sir Joseph Banks e James Watt, fu nominato ispettore dei macchinari e impiegato dei ferri (ad es. le matrici) presso la zecca reale, la Royal Mint, ruolo che ricoprì per quasi otto anni.

### J. & G. Rennie
Nel 1821 anno in cui morì il padre, entrò in società con suo fratello minore John, dando vita alla J. e G. Rennie, e per molti anni fu impegnato a portare a termine le vaste imprese avviate dal padre. John si concentrò sulla parte dell'azienda dedicata all'ingegneria civile, mentre George supervisionò l'ingegneria meccanica. Verso il 1826 tuttavia gli fu affidata la costruzione di un ponte sul Dee a Chester (il Grosvenor Bridge) progettato di Thomas Harrison.
Nel 1825 i fratelli furono assunti dai direttori delle ferrovie di Liverpool e Manchester poiché il piano originale di George Stephenson era stato bocciato dal Parlamento a causa di cifre e misurazioni incoerenti. Questo era tuttavia un tecnicismo, poiché il motivo del fallimento del disegno di legge era la pressione politica esercitata da Lord Derby e Lord Sefton, i quali non approvavano il percorso della ferrovia, troppo vicino alle loro tenute nella periferia di Liverpool. I fratelli, troppo occupati da altre attività, subappaltarono però i lavori a Charles Blacker Vignoles, e fu lui a tracciare e sondare un nuovo percorso, poi approvato dal Parlamento, ancora in uso oggi. Il 5 maggio 1826 il disegno di legge ricevette il Royal Assent, la regia sanzione con la quale la monarchia inglese approva formalmente un atto della legislatura. A quel punto i direttori delle ferrovie avrebbero voluto nominare i fratelli Rennie come principali ingegneri per la costruzione dell'opera, ma non raggiungendo un accordo, affidarono l'incarico a George Stephenson.
Egli, avendo una notevole pratica come ingegnere ferroviario, progettò linee per collegare Birmingham e Liverpool, la linea Vale of Clwyd, la ferrovia da Mons a Manage, e la ferrovia Namur e Liegi, di cui fu nominato ingegnere capo nel 1846.

### Morte
Morì il 30 marzo 1866 nella sua casa al 39 di Wilton Crescent a causa di un incidente subito per strada l'anno precedente e fu sepolto il 6 aprile a Holmwood, vicino a Dorking. Nel 1828 aveva sposato Margaret Anne, figlia di Sir John Jackson, da cui ebbe due figli e una figlia, e che gli sopravvisse.

## L'attività di ingegnere meccanico

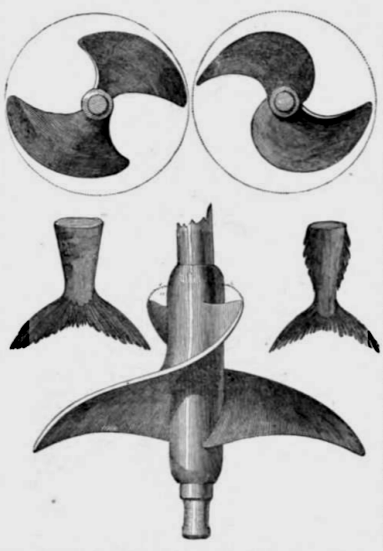
Elica a vite inventata da George Rennie che imita la forma di una pinna caudale.

Il genio di George Rennie era principalmente dedito alla meccanica ed era occupato a sovrintendere all'attività manifatturiera dell'azienda in Holland Street, dove si inventarono una grande varietà di macchinari, tra cui i primi per la produzione di biscotti e mulini per la macinazione di mais e cioccolato. L'azienda costruì anche alcune locomotive per la London e la Croydon Railway, ordini per governi stranieri e motori per la Royal Navy. Rennie era molto interessato all'elica a vite e la sua ditta costruì i motori per l'Archimedes, la prima nave a vapore al mondo con una propulsione a elica. Successivamente nel 1840, l'azienda costruì per l'Ammiragliato il Dwarf, la prima nave della marina britannica spinta da un'elica a vite.
J.W. Roe nella sua opera del 1916 illustra i contributi di Rennie allo sviluppo della pialla.
Nel 1822 fu eletto Fellow della Royal Society e nel 1829 contribuì con degli articoli sull'attrito di metalli e altre sostanze alle Philosophical Transactions. Presentò inoltre altre opere alla British Association e all'Institution of Civil Engineers, di cui fu eletto membro nel 1841. Nel 1834 fu cooptato tra i membri dell'Accademia delle Scienze di Torino.